# T.J. Graham
T.J. Graham (Raleigh, 27 luglio 1989) è un giocatore di football americano statunitense che gioca nel ruolo di wide receiver per i Tennessee Titans della National Football League (NFL). Fu scelto nel corso del terzo giro (69º assoluto) del Draft NFL 2012 dai Buffalo Bills. Al college ha giocato a football alla North Carolina State University.

## Carriera professionistica

### Buffalo Bills
Il 27 aprile 2012, Graham fu scelto nel corso del terzo giro del Draft 2012 dai Buffalo Bills. Il 9 luglio firmò il contratto con i Bills. Nella sua stagione da rookie disputò 15 partite, 11 delle quali come titolare ricevendo 31 passaggi per 322 yard e un touchdown segnato nella settimana 3 contro i Cleveland Browns.
Il primo touchdown della stagione 2013 lo segnò nella vittoria della settimana 11 contro i New York Jets. La sua annata si concluse disputando tutte le 16 partite, di cui 6 come titolare, ricevendo 361 yard e 2 touchdown. Il 30 agosto 2014 fu svincolato.

### Tennessee Titans
Il 31 agosto 2014, Graham firmò coi Tennessee Titans.

## Statistiche
| Partite totali         | 31  |
| Partite da titolare    | 17  |
| Ricezioni              | 54  |
| Yard su ricezione      | 683 |
| Touchdown su ricezione | 3   |

Statistiche aggiornate alla stagione 2013